# Rune Ulvestad
Rune Ulvestad (Ålesund, 28 marzo 1957) è un ex calciatore norvegese, di ruolo attaccante.

## Biografia
È il padre dei calciatori Dan Peter, Pål Erik, Fredrik e Andreas Ulvestad.

## Carriera

### Giocatore

#### Club
Ulvestad giocò nel Brattvåg, prima di trasferirsi al Molde. Diventò il miglior marcatore della squadra nel 1981 e nel 1985. Fu in campo nella finale di Coppa di Norvegia 1982, persa contro il Bryne per 3-2: fu uno dei calciatori ad andare a segno per la sua squadra. Giocò 107 partite e segnò 29 reti nella massima divisione, con la casacca del Molde. Nel 1986, si trasferì all'Aalesund.